# Joan I Lemigi
Joan I Lemigi (en llatí Joannes Lemigius Thrax) fou exarca de Ravenna del 611, quan va substituir Esmaragd fins a la seva mort el 615.
Sembla que durant tot el seu mandat va aconseguir evitar la guerra amb els longobards. El 615 va morir assassinat durant una revolta provocada per diversos oficials, i el va succeir Eleuteri. El Liber Pontificalis diu que un dels primers actes d'Eleuteri, el nou exarca, va ser matar a totes les persones vinculades amb la mort de Joan I.